# Sidi Bel Abbès
Sidi Bel Abbès   este un oraș  în  Algeria. Este reședința  provinciei  Sidi Bel Abbès.

## Geografia

### Particularitate
În apropierea orașului Sidi Bel Abbès se află singurul lac din lume a cărui apă poate fi folosită la scris ca orice cerneală. Acest fenomen se datorează faptului că apele, celor două râuri care se varsă în lac, conțin săruri de fier și resturi vegetale aflate în putrefacție. Aceste ape au astfel calitățile unei cerneli obișnuite.

## Economia
Economia se bazează pe agricultură, în special producția de cereale (grâu și orz) și industria strugurilor.

## Personalități născute aici
- Brigitte Giraud (n. 1960), scriitoare franceză.